# HD88064
HD88064 — хімічно пекулярна зоря спектрального класу
A2 й має видиму зоряну величину в смузі V приблизно  9,6, що робить її невидимою для неозброєного ока.

### Загальні відомості
- Назва: HD 88064
- Тип об'єкта: Зоря
- Спектральний клас: A2
- Видима зоряна величина (m_v): ~ 9,6
- Сузір'я: Дані відсутні у наведених джерелах, але за каталогом Генрі Дрейпера, зірки з цим індексом зазвичай знаходяться у певній частині небесної сфери.

### Фізичні характеристики
- Хімічно пекулярна зоря: HD 88064 є хімічно пекулярною зорею, що означає, що її хімічний склад на поверхні відрізняється від типового для зір її спектрального класу. Це, як правило, проявляється у незвично високій концентрації деяких металів, таких як стронцій, хром, європій та інші. Ці аномалії, ймовірно, спричинені процесами дифузії елементів у слабких магнітних полях зорі.
- Спектральний клас A2: Це свідчить про те, що зоря є білою або біло-блакитною. Зорі цього класу мають температуру поверхні близько 9040 K і належать до головної послідовності.
- Видима величина 9,6: Зоря має низьку видиму яскравість з точки зору земного спостерігача. Це може бути зумовлено або її значною відстанню, або її відносно невеликою світністю, порівняно з яскравішими зорями.

### Дослідження
Зоря HD 88064 включена до списків хімічно пекулярних зір, що є предметом інтересу для астрофізиків. Дослідження таких зір дозволяє краще зрозуміти процеси, що відбуваються в зоряних атмосферах, зокрема, вплив магнітних полів на розподіл хімічних елементів.
- Каталог Генрі Дрейпера (HD): Зоря HD 88064 отримала свою назву з цього каталогу, який був створений на початку XX століття та містить спектральні класифікації понад 225 тисяч зір.